# Multareoides planifrons
Multareoides planifrons är en insektsart som beskrevs av Van Duzee. Multareoides planifrons ingår i släktet Multareoides och familjen hornstritar. Inga underarter finns listade i Catalogue of Life.